# Indianapolis Grand Prix 1956
Indianapolis Grand Prix 1956 var Indianapolis 500-loppet 1956 och det tredje av åtta lopp ingående i formel 1-VM 1956.  

## Resultat
1. Pat Flaherty, John Zink (Watson-Offenhauser), 8 poäng
2. Sam Hanks, Cars Inc (Kurtis Kraft-Offenhauser), 6
3. Don Freeland, Bob Estes (Phillips-Offenhauser), 4
4. Johnnie Parsons, J C Agajanian (Kuzma-Offenhauser), 3
5. Dick Rathmann, Kalamazoo Sports Inc (Kurtis Kraft-Offenhauser), 2
6. Bob Sweikert, Racing Associates (Kuzma-Offenhauser)
7. Bob Veith, Federal Auto Associates (Kurtis Kraft-Offenhauser)
8. Rodger Ward, Ed Walsh (Kurtis Kraft-Offenhauser)
9. Jimmy Reece, Joseph Massaglia Jr (Lesovsky-Offenhauser)
10. Cliff Griffith, Jim Robbins (Stevens-Offenhauser)
11. Gene Hartley, Pete Salemi (Kuzma-Offenhauser)
12. Fred Agabashian, Federal Auto Associates (Kurtis Kraft-Offenhauser)
13. Bob Christie, H H Johnson (Kurtis Kraft-Offenhauser)
14. Al Keller, Samuel W Traylor III (Kurtis Kraft-Offenhauser)
15. Eddie Johnson, Pete Salemi (Kuzma-Offenhauser)
16. Billy Garrett, E R Casale (Kuzma-Offenhauser)
17. Duke Dinsmore, Shannon Bros (Kurtis Kraft-Offenhauser)
18. Pat O'Connor, Ansted Rotary Corp (Kurtis Kraft-Offenhauser)
19. Jimmy Bryan, Dean Van Lines (Kuzma-Offenhauser)

### Förare som bröt loppet
- Jim Rathmann, Lindsey Hopkins (Kurtis Kraft-Offenhauser) (varv 175, motor)
- Johnnie Tolan, Carl L Anderson (Kurtis Kraft-Offenhauser) (173, motor)
- Ed Elisian, Fred Somers (Kurtis Kraft-Offenhauser)[1]
- Eddie Russo, Fred Somers (Kurtis Kraft-Offenhauser)[1] (160, bromsar)
- Tony Bettenhausen, Murrell Belanger (Kurtis Kraft-Offenhauser) (160, olycka)
- Jimmy Daywalt, Chapman S Root (Kurtis Kraft-Offenhauser) (134, olycka)
- Jack Turner, Ernest L Ruiz (Kurtis Kraft-Offenhauser) (131, motor)
- Keith Andrews, Harry Dunn (Kurtis Kraft-Offenhauser) (94, transmission)
- Andy Linden, H A Chapman (Kurtis Kraft-Offenhauser) (90, oljeläcka)
- Al Herman, Pat Clancy (Kurtis Kraft-Offenhauser) (74, olycka)
- Ray Crawford, Ray Crawford (Kurtis Kraft-Offenhauser) (49, olycka)
- Johnny Boyd, George Bignotti (Kurtis Kraft-Offenhauser) (35, oljeläcka)
- Troy Ruttman, John Zink (Kurtis Kraft-Offenhauser) (22, snurrade av)
- Johnny Thomson, Peter Schmidt (Kuzma-Offenhauser) (22, snurrade av)
- Paul Russo, Novi Racing Corp (Kurtis Kraft-Novi) (21, olycka), 1 poäng